# Ramón F. Avilés
Ramón F. Avilés – kubański zapaśnik w stylu wolnym. Triumfator Igrzysk Ameryki Środkowej i Karaibów w 1982 roku.